# レーウェンフック・メダル
レーウェンフック・メダル（オランダ語: Leeuwenhoekmedaille）はオランダ科学アカデミーが授与する微生物学の賞。10年ごとにその10年間で最も顕著な発見を行った科学者に対して授与される。オランダの微生物学者アントニ・ファン・レーウェンフックにちなんで創設され、微生物学の表彰としては最高栄誉とされる。

## 受賞者
- 1877年 クリスチャン・ゴットフリート・エーレンベルク（ドイツ）
- 1885年 フェルディナント・コーン（ドイツ）
- 1895年 ルイ・パスツール（フランス）
- 1905年 マルティヌス・ベイエリンク（オランダ）
- 1915年 デヴィッド・ブルース（イギリス）
- 1925年 フェリックス・デレーユ（当時エジプト）
- 1935年 セルゲイ・ヴィノグラドスキー（ソビエト連邦）
- 1950年 セルマン・ワクスマン（アメリカ）
- 1960年 アンドレ・ルヴォフ（フランス）
- 1970年 コーネリアス・ヴァン・ニール（アメリカ）
- 1981年 ロジェ・スタニエ（英語版）（フランス）
- 1992年 カール・ウーズ（アメリカ）
- 2003年 カール・シュテッター（英語版）（ドイツ）
- 2015年 クレイグ・ヴェンター（アメリカ）
- 2023年 ジリアン・バンフィールド（英語版）（オーストラリア）